# Chirbat Abu Falah
Chirbat Abu Falah – wieś w Palestynie, w muhafazie Ramallah i Al-Bira. Według danych Palestyńskiego Centralnego Biura Statystycznego w 2016 roku miejscowość liczyła 5114 mieszkańców.